# Dallas Dupree Young
Dallas Dupree Young (nacido el 17 de enero de 1962) es un actor estadounidense más conocido por su papel recurrente en The Fosters, y su papel principal en la comedia de Nickelodeon Cousins for Life. En 2021, se unió al elenco de la serie de Netflix Cobra Kai, una secuela de las películas de The Karate Kid.

## Vida temprana
Young nació y creció en Houston, Texas. Es hijo del jugador de las Grandes Ligas de Béisbol Eric Young Sr. y su esposa Beyonka Jackson. Su hermano mayor, Eric Young Jr., también es un jugador de béisbol profesional. Young soñaba con convertirse en un atleta profesional como su padre y su hermano. Tenía aspiraciones de jugar para los Colorado Rockies como lo hicieron ellos. Además del béisbol, a Young también le encanta el baloncesto y el fútbol. Entre los 5 y los 6 años, Young estudió karate. Más tarde también tomaría clases de kickboxing.
Aunque estaba seguro de que se convertiría en jugador de béisbol, los planes cambiaron cuando un vecino animó a Young a actuar. Young acredita los programas que creció viendo, como Family Matters, Hannah Montana y Jessie, ayudándolo a descubrir su pasión por la actuación. Más tarde se reunió con la buscadora de talentos Diana Horner. Young fue invitado a asistir a un escaparate de actuación en Los Ángeles, donde conoció a su gerente. Su gerente luego le presentó a un agente y Young comenzó a reservar trabajos de inmediato. Él atribuye a Denzel Washington como su mayor influencia.

## Carrera
Young comenzó a actuar a los 9 años cuando apareció en un cortometraje. Más tarde hizo su debut televisivo en la serie de televisión documental de Investigation Discovery, Murder Among Friends. Filmó su audición en el césped delantero de su gerente y reservó el concierto al día siguiente. Pasó a aparecer en episodios de Shameless, The Mayor, The Good Place y The Fosters. También consiguió un pequeño papel en la película de ciencia ficción de 2018 Ready Player One. En 2018, Young consiguió su primer papel principal cuando fue elegido como Stuart en la comedia de Nickelodeon Cousins for Life, creada por Kevin Kopelow y Heath Seifert. En 2019, apareció en dos episodios de Mixed-ish de ABC. Young fue elegido más tarde para la película biográfica de Willie Aikens The Royal.
En 2020, Young apareció en un episodio del drama de Fox 9-1-1. Ese año, también reservaría un papel recurrente en otra serie de Netflix, The Big Show Show, donde interpretó a un personaje que lleva el nombre de la cantante Taylor Swift. En 2021, Young fue elegido para el papel recurrente de Kenny Payne en la aclamada serie original de Netflix Cobra Kai. A los 15 años, Young era el miembro más joven del elenco. Young audicionó para el papel en 2020 y el proceso tomó aproximadamente tres semanas. Mientras crecía en las películas originales, Young esperó hasta que reservara el papel para ver la serie de televisión, lo que solo aumentó su emoción. Para prepararse para el papel, estudió artes marciales y también investigó a Bruce Lee y Wesley Snipes para desarrollar su técnica para las escenas de lucha. Young aparecerá en The Royal y ha protagonizado 1-800-Hot-Nite, que se estrenó en Paramount+ con Showtime en 2022.

## Filmografía
- 2016 Asesinato entre amigos
- 2017 The Good Place
- 2017 The Mayor
- 2017 Shameless
- 2017 Vampirina
- 2018 Ready Player One
- 2018 The Fosters
- 2018-2019 Cousins for Life
- 2019 Mixed-ish
- 2019 Where's Waldo?
- 2020 Glitch Techs
- 2020 The Big Show Show
- 2020 The Main Event
- 2020 9-1-1
- 2021-2025 Cobra Kai
- 2021 Good Trouble
- 2021 Sydney to the Max
- 2021 The Royal
- 2022 1-800-Hot Nite
- 2023 Urkel Saves Santa: the Movie